# Scottish FA Cup 2025/26
Der Scottish FA Cup wird 2025/26 zum 141. Mal ausgespielt. Der wichtigste schottische Fußball-Pokalwettbewerb wird vom Schottischen Fußballverband geleitet und soll am 9. August 2025 beginnen und mit dem Finale am 23. Mai 2026 im Hampden Park von Glasgow enden. Der Wettbewerb wird als Scottish Gas Scottish Cup ausgetragen. Als Titelverteidiger startet der FC Aberdeen in den Wettbewerb.

## Termine
Die Spielrunden sollen von 9. August 2025 bis 23. Mai 2026 ausgetragen werden.
| Runde             | Datum              | Spiele | Vereine   | Neueinstiege |
| ----------------- | ------------------ | ------ | --------- | ------------ |
| Erste Vorrunde    | 9. August 2025     | 4      | 132 → 128 | 8            |
| Zweite Vorrunde   | 30. August 2025    | 26     | 128 → 102 | 48           |
| Erste Hauptrunde  | 27. September 2025 | 30     | 102 → 72  | 34           |
| Zweite Hauptrunde | 25. Oktober 2025   | 20     | 72 → 52   | 10           |
| Dritte Hauptrunde | 29. November 2025  | 20     | 52 → 32   | 20           |
| Vierte Hauptrunde | 17. Januar 2026    | 16     | 32 → 16   | 12           |
| Achtelfinale      | 7. Februar 2026    | 8      | 16 → 8    | keine        |
| Viertelfinale     | 7. März 2026       | 4      | 8 → 4     | keine        |
| Halbfinale        | 18./19. April 2026 | 2      | 4 → 2     | keine        |
| Finale            | 23. Mai 2026       | 1      | 2 → 1     | keine        |

## Erste Vorrunde
Die 1. Vorrunde wurde am 23. Juli 2025 ausgelost. Vier Paarungen wurden ausgelost, während 48 Vereine ein Freilos erhielten. Ausgetragen wurden die Begegnungen am 9. August 2025.
| Datum                     |                       | Ergebnis              |                        |
| ------------------------- | --------------------- | --------------------- | ---------------------- |
| 9. August 2025, 15:00 BST | Dundee North End (VI) | 2:2 n. V. (4:2 i. E.) | FC Culter (SJFA)       |
| 9. August 2025, 15:00 BST | FC Invergordon (VI)   | 3:1                   | Lochar Thistle (VI)    |
| 9. August 2025, 15:00 BST | Irvine Meadow XI (VI) | 1:4                   | Johnstone Burgh (SJFA) |
| 9. August 2025, 15:00 BST | Whitburn Juniors (VI) | 3:2                   | Steins Thistle (SAFA)  |

## Zweite Vorrunde
Die 2. Vorrunde wurde am 23. Juli 2025 ausgelost. Ausgetragen sollen die Begegnungen am 30. August 2025 werden.
| Datum                      |                             | Ergebnis |                                      |
| -------------------------- | --------------------------- | -------- | ------------------------------------ |
| 30. August 2025, 15:00 BST | Auchinleck Talbot (VI)      | :        | Haddington Athletic (VI)             |
| 30. August 2025, 15:00 BST | FC Benburb (VII)            | :        | Easthouses Lily Miners Welfare (VII) |
| 30. August 2025, 15:00 BST | Blackburn United (VII)      | :        | FC Darvel (VII)                      |
| 30. August 2025, 15:00 BST | Bo’ness Athletic (VI)       | :        | Creetown (VI)                        |
| 30. August 2025, 15:00 BST | Bonnyton Thistle (VIII)     | :        | FC Girvan (IX)                       |
| 30. August 2025, 15:00 BST | Dunbar United (VI)          | :        | FC Cumnock (VI)                      |
| 30. August 2025, 15:00 BST | Dundee North End (VI)       | :        | Whitehill Welfare (VII)              |
| 30. August 2025, 15:00 BST | Dundonald Bluebell (VI)     | :        | Edinburgh University (VII)           |
| 30. August 2025, 15:00 BST | Glasgow University (IX)     | :        | FC Newton Stewart (VI)               |
| 30. August 2025, 15:00 BST | Glenafton Athletic (VI)     | :        | Dalkeith Thistle (VIII)              |
| 30. August 2025, 15:00 BST | Golspie Sutherland (VI)     | :        | FC Coldstream (VIII)                 |
| 30. August 2025, 15:00 BST | Hawick Royal Albert (IX)    | :        | Threave Rovers (VIII)                |
| 30. August 2025, 15:00 BST | Hill of Beath Hawthorn (VI) | :        | St. Andrews United (VI)              |
| 30. August 2025, 15:00 BST | FC Invergordon (VI)         | :        | FC Dunipace (VI)                     |
| 30. August 2025, 15:00 BST | Jeanfield Swifts (VI)       | :        | Preston Athletic (VII)               |
| 30. August 2025, 15:00 BST | Penicuik Athletic (VI)      | :        | Kilwinning Rangers (VI)              |
| 30. August 2025, 15:00 BST | Rutherglen Glencairn (VI)   | :        | Newtongrange Star (VI)               |
| 30. August 2025, 15:00 BST | Sauchie Juniors (VI)        | :        | Lothian Thistle Hutchison Vale (VI)  |
| 30. August 2025, 15:00 BST | FC St. Cadoc’s (VI)         | :        | FC Pollok (VI)                       |
| 30. August 2025, 15:00 BST | St. Cuthbert Wanderers (VI) | :        | Burntisland Shipyard (VIII)          |
| 30. August 2025, 15:00 BST | FC Tayport (VI)             | :        | Dalbeattie Star (VI)                 |
| 30. August 2025, 15:00 BST | Tweedmouth Rangers (IX)     | :        | Lochee United (VI)                   |
| 30. August 2025, 15:00 BST | FC Tynecastle (VII)         | :        | Carluke Rovers (X)                   |
| 30. August 2025, 15:00 BST | FC Vale of Leithen (IX)     | :        | Musselburgh Athletic (VI)            |
| 30. August 2025, 15:00 BST | Whitburn Juniors (VI)       | :        | Johnstone Burgh (SJFA)               |
| 30. August 2025, 15:00 BST | FC Wigtown & Bladnoch (VI)  | :        | Camelon Juniors (VI)                 |